# Rozanne Slik
Rozanne Slik (født 12. april 1991 i Bergen, Nederlandene) er en nederlandsk cykelrytter.
Slik er den ældre søster af Ivar Slik. Efter to år hos Parkhotel Valkenburg, og to år på Liv-Plantur (og dens efterfølger Team Sunweb), kører hun fra 2018 hos franske FDJ Nouvelle-Aquitaine-Futuroscope.